# Schizocosa
Schizocosa es un género de arañas araneomorfas de la familia Lycosidae. Se encuentra en América,  África, Oceanía y en Asia.

## Lista de especies
Según The World Spider Catalog 12.5:
- Schizocosa altamontis (Chamberlin, 1916)
- Schizocosa arua (Strand, 1911)
- Schizocosa astuta (Roewer, 1959)
- Schizocosa aulonia Dondale, 1969
- Schizocosa avida (Walckenaer, 1837)
- Schizocosa bilineata (Emerton, 1885)
- Schizocosa cecili (Pocock, 1901)
- Schizocosa ceratiola (Gertsch & Wallace, 1935)
- Schizocosa cespitum Dondale & Redner, 1978
- Schizocosa chelifasciata (Mello-Leitão, 1943)
- Schizocosa chiricahua Dondale & Redner, 1978
- Schizocosa communis (Emerton, 1885)
- Schizocosa concolor (Caporiacco, 1935)
- Schizocosa conspicua (Roewer, 1959)
- Schizocosa cotabatoana Barrion & Litsinger, 1995
- Schizocosa crassipalpata Roewer, 1951
- Schizocosa crassipes (Walckenaer, 1837)
- Schizocosa darlingi (Pocock, 1898)
- Schizocosa duplex Chamberlin, 1925
- Schizocosa ehni (Lessert, 1933)
- Schizocosa floridana Bryant, 1934
- Schizocosa fragilis (Thorell, 1890)
- Schizocosa hebes (O. Pickard-Cambridge, 1885)
- Schizocosa hewitti (Lessert, 1915)
- Schizocosa humilis (Banks, 1892)
- Schizocosa incerta (Bryant, 1934)
- Schizocosa interjecta (Roewer, 1959)
- Schizocosa krynickii (Thorell, 1875)
- Schizocosa malitiosa (Tullgren, 1905)
- Schizocosa maxima Dondale & Redner, 1978
- Schizocosa mccooki (Montgomery, 1904)
- Schizocosa mimula (Gertsch, 1934)
- Schizocosa minahassae (Merian, 1911)
- Schizocosa minnesotensis (Gertsch, 1934)
- Schizocosa minor (Lessert, 1926)
- Schizocosa obscoena (Rainbow, 1899)
- Schizocosa ocreata (Hentz, 1844)
- Schizocosa parricida (Karsch, 1881)
- Schizocosa perplexa Bryant, 1936
- Schizocosa pilipes (Karsch, 1879)
- Schizocosa proletaria (Tullgren, 1905)
- Schizocosa puebla Chamberlin, 1925
- Schizocosa retrorsa (Banks, 1911)
- Schizocosa rovneri Uetz & Dondale, 1979
- Schizocosa rubiginea (O. Pickard-Cambridge, 1885)
- Schizocosa salara (Roewer, 1960)
- Schizocosa salsa Barnes, 1953
- Schizocosa saltatrix (Hentz, 1844)
- Schizocosa segregata Gertsch & Wallace, 1937
- Schizocosa semiargentea (Simon, 1898)
- Schizocosa serranoi (Mello-Leitão, 1941)
- Schizocosa stridulans Stratton, 1984
- Schizocosa subpersonata (Simon, 1910)
- Schizocosa tamae (Gertsch & Davis, 1940)
- Schizocosa tenera (Karsch, 1879)
- Schizocosa tristani (Banks, 1909)
- Schizocosa uetzi Stratton, 1997
- Schizocosa venusta (Roewer, 1959)
- Schizocosa vulpecula (L. Koch, 1865)